# William Lok
William Lok (chiń. 陸漢洋; ur. 7 października 1973 roku w Hongkongu) – hongkoński kierowca wyścigowy.

## Kariera
Lok rozpoczął karierę w międzynarodowych wyścigach samochodowych w 2010 roku od gościnnych startów w Asian GT Series, gdzie dwukrotnie stawał na podium. W późniejszych latach Hongkończyk pojawiał się także w stawce Volkswagen Scirocco R Cup China, Malaysia Merdeka Endurance Race - Overall, Hotel Fortuna MAC/HKG Interport Race, Lamborghini Super Trofeo Asia,  Formula Masters China Series, Lamborghini Super Trofeo Asia, Asian Le Mans Series, Lamborghini Super Trofeo Asia oraz Mistrzostw Świata Samochodów Turystycznych WTCC.
W World Touring Car Championship Lok został zgłoszony do dwóch azjatyckich rund z hiszpańską ekipą Campos Racing. Wystartował w dwóch wyścigach, których nie ukończył.